# 須藤薬品
須藤薬品株式会社（すとうやくひん）は、愛媛県宇和島市に本社を置く、医療用医薬品、一般医薬品、衛生材料等の卸販売する企業であった。現在アルフレッサグループの一社「四国アルフレッサ」である。

## 会社概要
- 代表取締役社長　須藤宏
- 代表取締役専務　野中宗美
- 資本金　100万円

## 沿革
- 1950年（昭和25年）1月 - 創業
- 1970年（昭和45年）11月 - 「厚生薬品」「須藤薬品」と合併し「ダイワ薬品株式会社」と商号変更

## 主な取引メーカー
- 三共
- 大塚製薬